# Šimon Stránský
Šimon Stránský (* 21. prosince 1997 Ostrava) je český hokejový útočník.

## Hráčská kariéra
Ostravský rodák, který s hokejem začínal ve Vítkovicích, hrával pouze v mládežnických kategoriích do roku 2014. Úspěch s Vítkovicemi zaznamenal v ročníku 2011/12, se starším dorostem se stal mistr ligy, odehrál pouze jeden zápas a to v playoff. V létě 2014 byl dvakrát draftován, v KHL byl vybrán z pátého kola celkově ze 185. místa českým týmem HC Lev Praha a v CHL byl vybrán z prvního kola z 24. místa týmem Prince Albert Raiders. Po draftu si vybral angažmá v zámoří, dohodl se s klubem Prince Albert Raiders. V lednu 2016 před vstupním draftem NHL byl odhadován Central Scouting Services mezi 25. místem. Druhou sezonu v Prince Albert Raiders odehrál 62 zápasů v základní části, ve kterých si připsal 62 kanadských bodů, průměr získaných bodů za zápas měl 1.00. V playoff přidal čtyři asistence za pět zápasů. Při draftu byl mezi Čechy jedním z favoritů, ale nakonec nebyl ze žádných z klubů draftován. Dlouholetý kanadský analytik kanadské stanice TSN a rovněž zámořský skaut Craig Button byl překvapen a nechápal proč neprošel draftem.  V juniorském klubu Prince Albert Raiders působil celkem tři ročníky 2014/17. Po neúspěchu se prosadit do prestižní soutěže, se 4. května 2017 dohodl s mateřským klubem HC Vítkovice Ridera na návrat a podepsání dlouhodobé smlouvy.  Ještě v juniorském věku byl zařazen do hlavní sestavy mužů, společně s Danielem Kurovským a Romanem Szturcem vytvořili čtvrtou útočnou formaci. První ostrý start v české nejvyšší soutěži odehrál hned v úvodním kole (8. září 2017) proti Beranům ze Zlína. Ve třetím kole proti HC Sparta Praha, vstřelil svůj první gol v domácí nejvyšší soutěži. 

## Rodina
Jeho děda Vladimír Stránský je bývalý hokejový útočník, mistr české extraligy roku 1981, otec Darek Stránský bývaly hokejový útočník, momentálně trenér juniorského celku HC Sparta Praha. Má dva strýce Vladan a Vít Stránský. Vladan hrával v české a australské nejvyšší soutěži a reprezentoval Austrálii. Vít je stále aktivním hokejistou. Jeho starší bratr Matěj Stránský je taktéž aktivním hokejistou na profesionální úrovni.

## Ocenění a úspěchy
- 2016 CHL - Top Prospects Game

## Prvenství
- Debut v ČHL - 8. září 2017 (HC Vítkovice Ridera proti Aukro Berani Zlín)
- První gól v ČHL - 12. září 2017 (HC Vítkovice Ridera proti HC Sparta Praha, českému brankáři Davidu Honzíkovi)
- První asistence v ČHL - 29. září 2017 (HC Dukla Jihlava proti HC Vítkovice Ridera)

## Klubová statistika
| Sezóna        | Klub                  | Soutěž        |     | Základní část | Základní část | Základní část | Základní část | Základní část |   | Play off | Play off | Play off | Play off | Play off |
| Sezóna        | Klub                  | Soutěž        | Z   | G             | A             | B             | TM            | Z             | G | A        | B        | TM       |          |          |
| 2010/11       | HC Vítkovice 16       | ČHL-16        | 10  | 0             | 2             | 2             | 4             | —             | — | —        | —        | —        |          |          |
| 2011/12       | HC Vítkovice 16       | ČHL-16        | 36  | 25            | 35            | 60            | 10            | 5             | 1 | 1        | 2        | 0        |          |          |
| 2011/12       | HC Vítkovice 18       | ČHL-18        | 0   | 0             | 0             | 0             | 0             | 1             | 0 | 0        | 0        | 0        |          |          |
| 2012-13       | HC Vítkovice 16       | ČHL-16        | 25  | 24            | 23            | 47            | 22            | —             | — | —        | —        | —        |          |          |
| 2012/13       | HC Vítkovice 18       | ČHL-18        | 27  | 5             | 6             | 11            | 12            | 6             | 1 | 1        | 2        | 4        |          |          |
| 2013/14       | HC Vítkovice 18       | ČHL-18        | 37  | 20            | 31            | 51            | 42            | 7             | 4 | 1        | 5        | 6        |          |          |
| 2013/14       | HC Vítkovice 20       | ČHL-20        | 13  | 1             | 4             | 5             | 6             | —             | — | —        | —        | —        |          |          |
| 2014/15       | Prince Albert Raiders | WHL           | 70  | 12            | 30            | 42            | 12            | —             | — | —        | —        | —        |          |          |
| 2015/16       | Prince Albert Raiders | WHL           | 62  | 19            | 43            | 62            | 19            | 5             | 0 | 4        | 4        | 0        |          |          |
| 2016/17       | Prince Albert Raiders | WHL           | 57  | 22            | 26            | 48            | 23            | —             | — | —        | —        | —        |          |          |
| 2017/18       | HC Vítkovice Ridera   | ČHL           | 50  | 7             | 7             | 14            | 14            | 2             | 0 | 0        | 0        | 2        |          |          |
| 2017/18       | HC AZ Havířov 2010    | 1.ČHL         | 3   | 0             | 2             | 2             | 2             | —             | — | —        | —        | —        |          |          |
| 2018/19       | HC Vítkovice Ridera   | ČHL           | 52  | 10            | 6             | 26            | 16            | 8             | 3 | 1        | 4        | 2        |          |          |
| 2018/19       | HC RT Torax Poruba    | 1.ČHL         | 2   | 1             | 2             | 3             | 16            | —             | — | —        | —        | —        |          |          |
| 2019/20       | HC Vítkovice Ridera   | ČHL           | 36  | 9             | 6             | 15            | 22            | —             | — | —        | —        | —        |          |          |
| 2019/20       | HC Kometa Brno        | ČHL           | 13  | 2             | 2             | 4             | 8             | —             | — | —        | —        | —        |          |          |
| 2020/21       | Mikkelin Jukurit      | Liiga         | 46  | 5             | 18            | 23            | 12            | —             | — | —        | —        | —        |          |          |
| 2021/22       | Mikkelin Jukurit      | Liiga         | 60  | 14            | 23            | 37            | 12            | 7             | 1 | 0        | 1        | 0        |          |          |
| 2022/23       | HC Verva Litvínov     | ČHL           | 46  | 9             | 31            | 40            | 26            | 3             | 1 | 2        | 3        | 2        |          |          |
| 2023/24       | Tampereen Ilves       | Liiga         | 56  | 12            | 22            | 34            | 8             | 5             | 1 | 2        | 3        | 2        |          |          |
| 2024/25       | Tampereen Ilves       | Liiga         |     |               |               |               |               | —             | — | —        | —        | —        |          |          |
| 2024/25       | HC Kometa Brno        | ČHL           |     |               |               |               |               | —             | — | —        | —        | —        |          |          |
| Celkem ve WHL | Celkem ve WHL         | Celkem ve WHL | 189 | 53            | 99            | 152           | 54            | 5             | 0 | 4        | 4        | 0        |          |          |

## Reprezentace
| Rok                       | Tým                       | Soutěž                    | Z  | G | A | B | TM |  |
| ------------------------- | ------------------------- | ------------------------- | -- | - | - | - | -- |  |
| 2015                      | Česko 18                  | MIH                       | 5  | 2 | 1 | 3 | 0  |  |
| 2015                      | Česko 18                  | MS-18                     | 5  | 0 | 1 | 1 | 6  |  |
| 2016                      | Česko 20                  | MSJ                       | 5  | 1 | 0 | 1 | 2  |  |
| 2017                      | Česko 20                  | MSJ                       | 5  | 1 | 0 | 1 | 2  |  |
| Juniorská kariéra celkově | Juniorská kariéra celkově | Juniorská kariéra celkově | 20 | 4 | 4 | 8 | 10 |  |